# سپر هوایی
سپر هوایی یا «ایروشِل» (انگلیسی: Aeroshell) یک پوسته سخت و مقاوم در برابر حرارت است که برای محافظت از فضاپیما هنگام ورود به جو طراحی شده است. این نوع از سپر حرارتی به کاهش سرعت فضاپیما و محافظت از آن در برابر فشار شدید، حرارت زیاد و برخورد با ذرات یا آوار ناشی از اصطکاک در حین ورود به جو کمک می‌کند.
سپر هوایی از دو بخش اصلی تشکیل شده است: سپر حرارتی که در جلوی فضاپیما قرار دارد و وظیفه جذب حرارت ناشی از فشرده شدن هوا در مقابل فضاپیما را بر عهده دارد، و بخش پشتی که شامل تجهیزات مهمی مانند چتر نجات، موتورهای راکتی و دستگاه‌های نظارتی برای تعیین وضعیت و موقعیت فضاپیما است.
عملکرد سپر هوایی در مراحل ورود، فرود و نشستن (EDL) فضاپیما بسیار حیاتی است. ابتدا، این سپر سرعت بسیار بالای فضاپیما را هنگام ورود به جو کاهش می‌دهد و انرژی جنبشی آن را از بین می‌برد. بخشی از این انرژی توسط سپر حرارتی جذب می‌شود و بخش زیادی نیز به شکل تابش در گازهای جو پخش می‌گردد. در مراحل پایانی فرود، معمولاً یک چتر نجات باز می‌شود و سپر حرارتی جدا می‌شود. برای کنترل یا کاهش سرعت بیشتر، از موتورهای راکتی نصب‌شده در بخش پشتی استفاده می‌شود. در برخی موارد، کیسه‌های هوایی نیز برای نرم‌تر کردن برخورد با سطح سیاره باد می‌شوند و ممکن است فضاپیما پس از اولین برخورد با سطح، جهش کند.
سپرهای هوایی نقشی کلیدی در مأموریت‌های فضایی دارند که باید محموله یا فضاپیما را به‌طور سالم روی سطح یک سیاره یا جرم آسمانی با جو برسانند. این فناوری در اکثر مأموریت‌هایی که محموله‌ها به زمین بازمی‌گردند، همچنین در مأموریت‌های فرود روی مریخ، زهره، تایتان و حتی در مأموریت بسیار دشوار کاوشگر گالیله به مشتری استفاده شده است. اندازه و طراحی سپر هوایی بر اساس نیازهای مأموریت و شرایط جوی سیاره مقصد تعیین می‌شود، زیرا این عوامل عملکرد آن را به‌شدت تحت تأثیر قرار می‌دهند.

## اجزا
سپر هوایی از دو بخش اصلی تشکیل شده است: سپر حرارتی که در جلوی آن قرار دارد و پوسته پشتی که در قسمت عقب قرار گرفته است. سپر حرارتی در حین ورود فضاپیما به جو در برابر جریان شدید هوا قرار می‌گیرد و حرارت ناشی از فشرده شدن هوا را جذب می‌کند. پوسته پشتی وظیفه حمل محموله‌ها، تجهیزات و سامانه‌های لازم برای مراحل ورود، فرود و نشستن فضاپیما را بر عهده دارد. این بخش معمولاً شامل چتر نجات، دستگاه‌های کنترل انفجاری، واحد اندازه‌گیری لَختی و موتورهای راکتی است. چتر نجات که در بخش انتهایی پوسته پشتی قرار دارد، در مراحل پایانی فرود باز شده و سرعت فضاپیما را کاهش می‌دهد.
طراحی سپر هوایی به اهداف مأموریت بستگی دارد و باید الزامات پروازی مانند کاهش سرعت، تحمل گرما، و دقت فرود را برآورده کند. در مرحله ورود به جو، فضاپیما باید با شتابی مناسب وارد شود که هم از آسیب به سازه جلوگیری کند و هم از بازگشت مجدد به فضا جلوگیری شود. این شتاب معمولاً با واحد g (شتاب گرانشی زمین) اندازه‌گیری می‌شود. مواد و ساختار فضاپیما باید به گونه‌ای طراحی شوند که تحمل این شتاب و گرمای شدید ناشی از اصطکاک را داشته باشند. همچنین، دقت در فرود نیز اهمیت دارد، به‌ویژه زمانی که محل فرود محدود است و نیاز به دقت بالایی دارد. در چنین مواردی، زاویه ورود و شکل سپر هوایی به گونه‌ای طراحی می‌شوند که این دقت را افزایش دهند.

## طراحی
یکی از چالش‌های اصلی طراحی سپر هوایی، تعادل میان مقاومت هوا و پایداری است. شکل سپر باید به گونه‌ای باشد که پایداری بالا و نیروی مقاوم مناسب برای کاهش سرعت فراهم شود. نسبت نیروی بالابر به مقاومت نیز عاملی کلیدی است که بر ارتفاع باز شدن چتر نجات و کاهش نیروهای شتاب‌دهنده تأثیر می‌گذارد.
علاوه بر این، دینامیک سپر هوایی به عواملی مانند جرم کل آن و نیروی مقاومتی که تولید می‌کند، بستگی دارد. نسبت جرم به نیروی مقاوم (Beta Factor) بر عملکرد ورود، فرود، و نشستن تأثیر می‌گذارد. اگر این نسبت بالا باشد، فضاپیما در ارتفاعات پایین‌تر جو که چگالی بیشتری دارد، کاهش سرعت پیدا می‌کند، اما این موضوع ممکن است بر دقت فرود و ظرفیت حمل محموله تأثیر منفی بگذارد. همچنین، افزایش بار حرارتی در حین ورود به جو نیازمند سیستم حفاظتی حرارتی قوی‌تر و ساختاری سنگین‌تر است که بر وزن کلی و قابلیت حمل فضاپیما تأثیر می‌گذارد.
در نهایت، طراحی سپر هوایی باید تعادلی میان این عوامل ایجاد کند تا هم مأموریت موفق باشد و هم اهداف علمی و مالی آن بهینه‌سازی شود.

## برنامه چتر نجات ورود سیاره‌ای

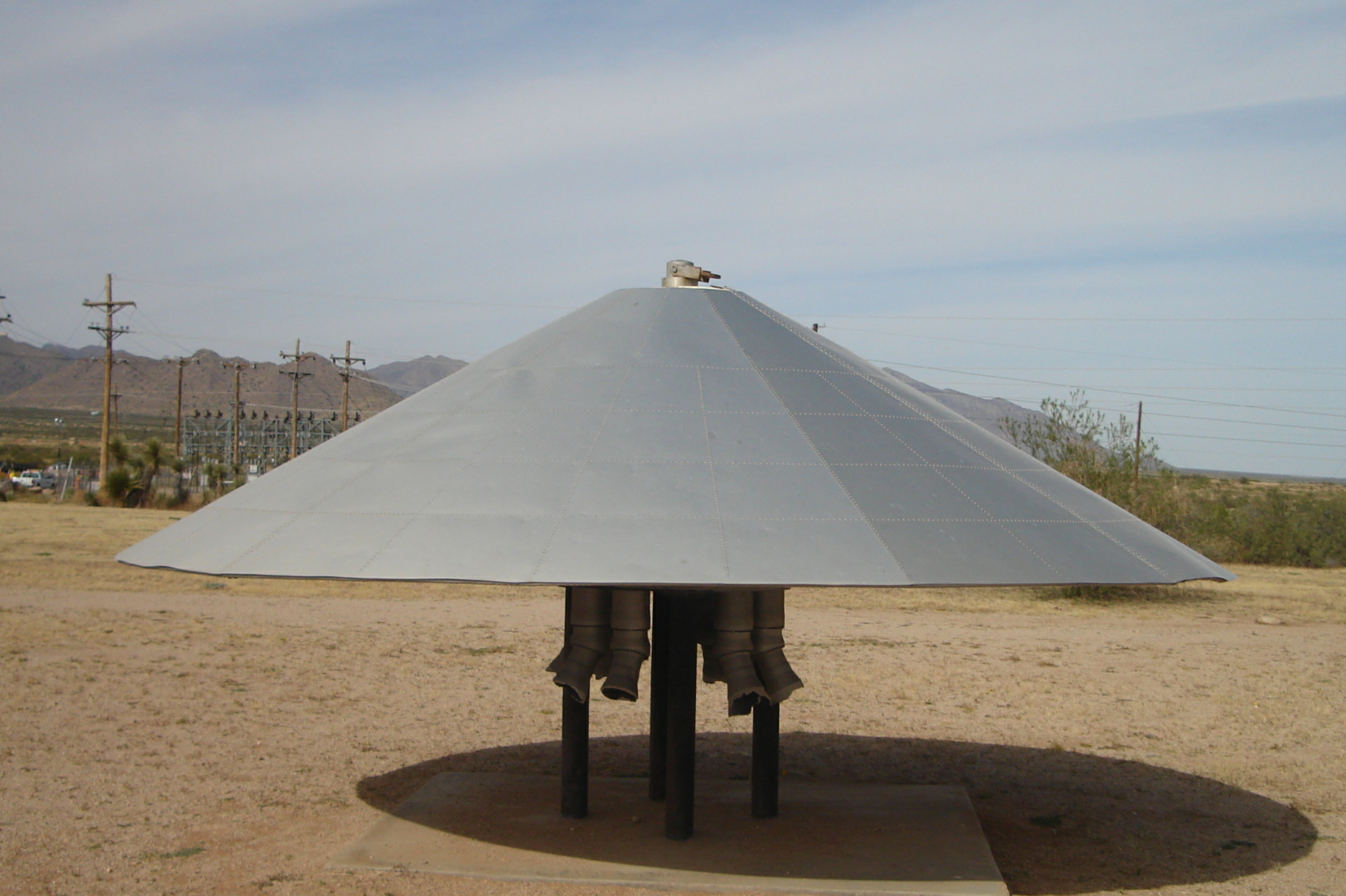
ایروشِل «بشقاب پرنده» نیروی هوایی ایالات متحده، به نمایش عمومی در پارک موشکی حوزه موشکی وایت سندز.

برنامه چتر نجات ورود سیاره‌ای (PEPP) ناسا که در سال ۱۹۶۶ آزمایش شد، برای تست چتر نجات مأموریت فرود مریخ وویجر طراحی شده بود. برای شبیه‌سازی جو رقیق مریخ، این چتر باید در فرازا (جغرافیا)ی بیش از ۱۶۰٬۰۰۰ فوت (۴۹٬۰۰۰ متر) بالای سطح زمین استفاده می‌شد. یک بادکنک که از رازول، نیومکزیکو پرتاب شد، ابتدا سپر هوایی را بلند کرد. این بادکنک به سمت غرب و حوزه موشکی وایت سندز حرکت کرد، جایی که وسیله از آنجا رها شد و موتورهای زیر وسیله آن را به فرازای مورد نیاز رساندند، جایی که چتر نجات باز شد.
برنامه وویجر بعداً لغو و چند سال بعد با برنامه وایکینگ، که بسیار کوچکتر بود، جایگزین شد. ناسا نام «وویجر» را برای کاوشگرهای وویجر ۱ و وویجر ۲ که برای سیارات بیرونی طراحی شده بودند، مجدداً استفاده کرد، اما این پروژه‌ها هیچ ارتباطی با برنامه مریخی «وویجر» نداشتند.

## کاهنده فراصوتی کم‌چگالی
کاهنده فراصوتی کم‌چگالی یا LDSD وسیله‌ای فضایی است که برای ایجاد پس‌آر و کاهش سرعت در حین ورود به جو سیاره طراحی شده است. این وسیله به شکل دیسکی است که یک بادکنک بادی شبیه به دونات در اطراف آن قرار دارد. استفاده از این سیستم ممکن است ظرفیت حمل محموله را افزایش دهد.
این سیستم برای کمک به ورود به جو قبل از فرود روی مریخ طراحی شده است. با باد شدن بادکنک در اطراف وسیله، سطح مقطع افزایش می‌یابد و پسار ایجاد می‌شود. پس از کاهش سرعت کافی، یک چتر نجات که با یک طناب بلند متصل است، باز می‌شود تا سرعت وسیله بیشتر کاهش یابد.
این وسیله توسط آزمایشگاه پیش‌رانش جت ناسا طراحی و آزمایش می‌شود. مارک آدلر مدیر این پروژه است.

### پرواز آزمایشی ژوئن ۲۰۱۴
پرواز آزمایشی در ۲۸ ژوئن ۲۰۱۴ انجام شد و وسیله از پایگاه موشکی پاسیفیک نیروی دریایی ایالات متحده در کوآئی، هاوائی، در ساعت ۱۸:۴۵ به وقت هماهنگ جهانی (۰۸:۴۵ محلی) پرتاب شد. یک بادکنک هلیومی بزرگ، که در حالت باد شده حجمی معادل ۱٬۱۲۰٬۰۰۰ متر مکعب (۳۹٬۵۷۰٬۰۰۰ فوت مکعب) دارد، وسیله را تا ارتفاع تقریباً ۳۷٬۰۰۰ متر (۱۲۰٬۰۰۰ فوت) بلند کرد. وسیله در ساعت ۲۱:۰۵ به وقت هماهنگ جهانی (۱۱:۰۵ محلی) جدا شد و چهار موتور کوچک سوخت جامد، وسیله را برای پایداری به چرخش درآوردند.
نیم ثانیه پس از چرخش، موتور سوخت جامد Star 48B روشن شد و وسیله را به سرعت عدد ماخ ۴ و ارتفاع تقریبی ۵۵٬۰۰۰ متر (۱۸۰٬۰۰۰ فوت) رساند. بلافاصله پس از اتمام سوخت موشک، چهار موتور دیگر چرخش را متوقف کردند.
هنگامی که سرعت به ماخ ۳٫۸ کاهش یافت، کاهنده آیرودینامیکی بادی فراصوتی (SIAD-R) به قطر ۶-متر (۲۰-فوت) باز شد. این سیستم با افزایش سطح مقطع وسیله در جلوی آن، نیروی درگ (فیزیک) بیشتری ایجاد کرد و سرعت کاهش یافت.
پس از کاهش سرعت به ماخ ۲٫۵ (تقریباً ۱۰۷ ثانیه پس از باز شدن SIAD)، چتر نجات دیسکی فراصوت (SSDS) به قطر ۳۳٫۵ متر (۱۱۰ فوت) باز شد تا سرعت وسیله بیشتر کاهش یابد. این چتر تقریباً دو برابر اندازه چتر استفاده‌شده در مأموریت آزمایشگاه علمی مریخ بود. با این حال، چتر پس از باز شدن شروع به پاره شدن کرد و وسیله با سرعتی بین ۳۲ تا ۴۸ کیلومتر بر ساعت (۲۰ تا ۳۰ مایل بر ساعت) به اقیانوس آرام برخورد کرد. تمام تجهیزات و دیتالاگرها بازیابی شدند.
علیرغم مشکل چتر، مأموریت موفقیت‌آمیز اعلام شد، زیرا هدف اصلی، اثبات قابلیت پرواز وسیله آزمایشی بود و SIAD و SSDS آزمایش‌های ثانویه بودند.

### پروازهای آزمایشی ۲۰۱۵
دو پرواز آزمایشی دیگر LDSD در اواسط سال ۲۰۱۵ در تأسیسات پایگاه موشکی پاسیفیک انجام شد. این آزمایش‌ها بر فناوری‌های SIAD-E با قطر ۸-متر (۲۶-فوت) و SSDS متمرکز بودند و از درس‌های آموخته‌شده در پرواز آزمایشی سال ۲۰۱۴ استفاده شد. تغییرات برنامه‌ریزی‌شده برای چتر نجات شامل شکل گردتر و تقویت ساختاری بود. اما مدت کوتاهی پس از ورود دوباره به جو، چتر نجات پاره شد.

## نگارخانه

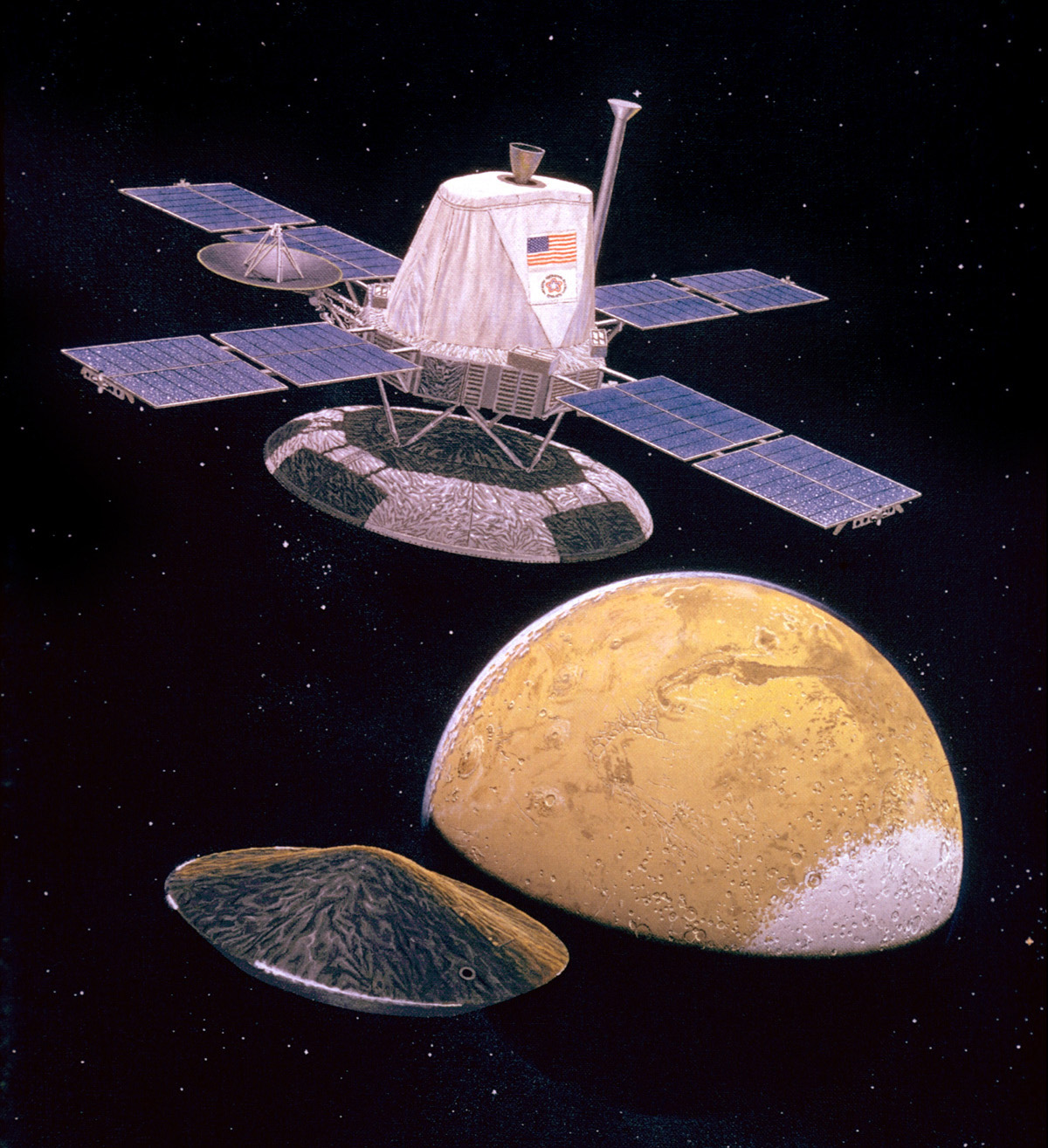
تصویر هنری از برنامه وایکینگ که ایروشِل را همراه با فرودگر رها می‌کند (Don Davis).
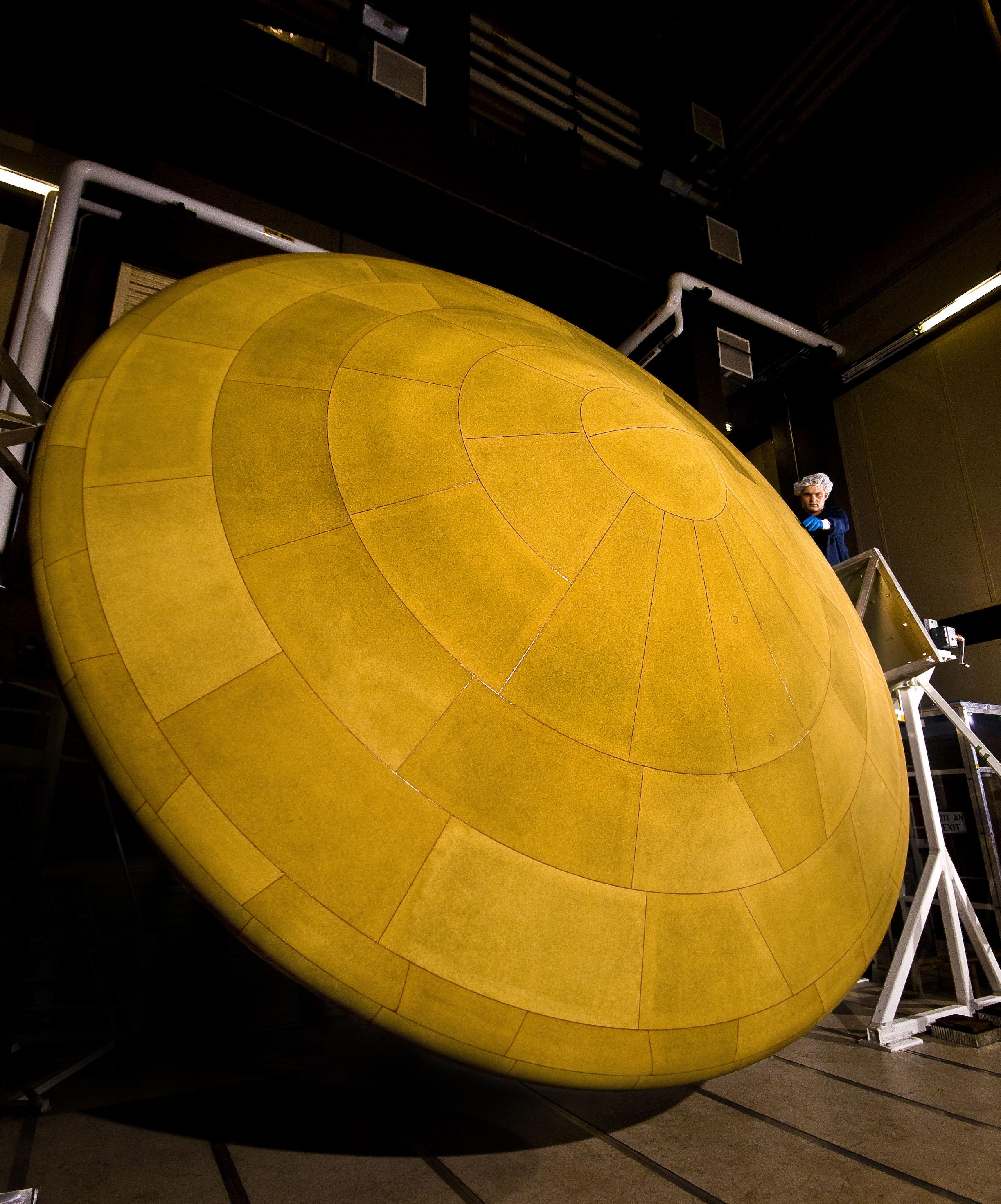
سپر حرارتی عظیم آزمایشگاه علمی مریخ.
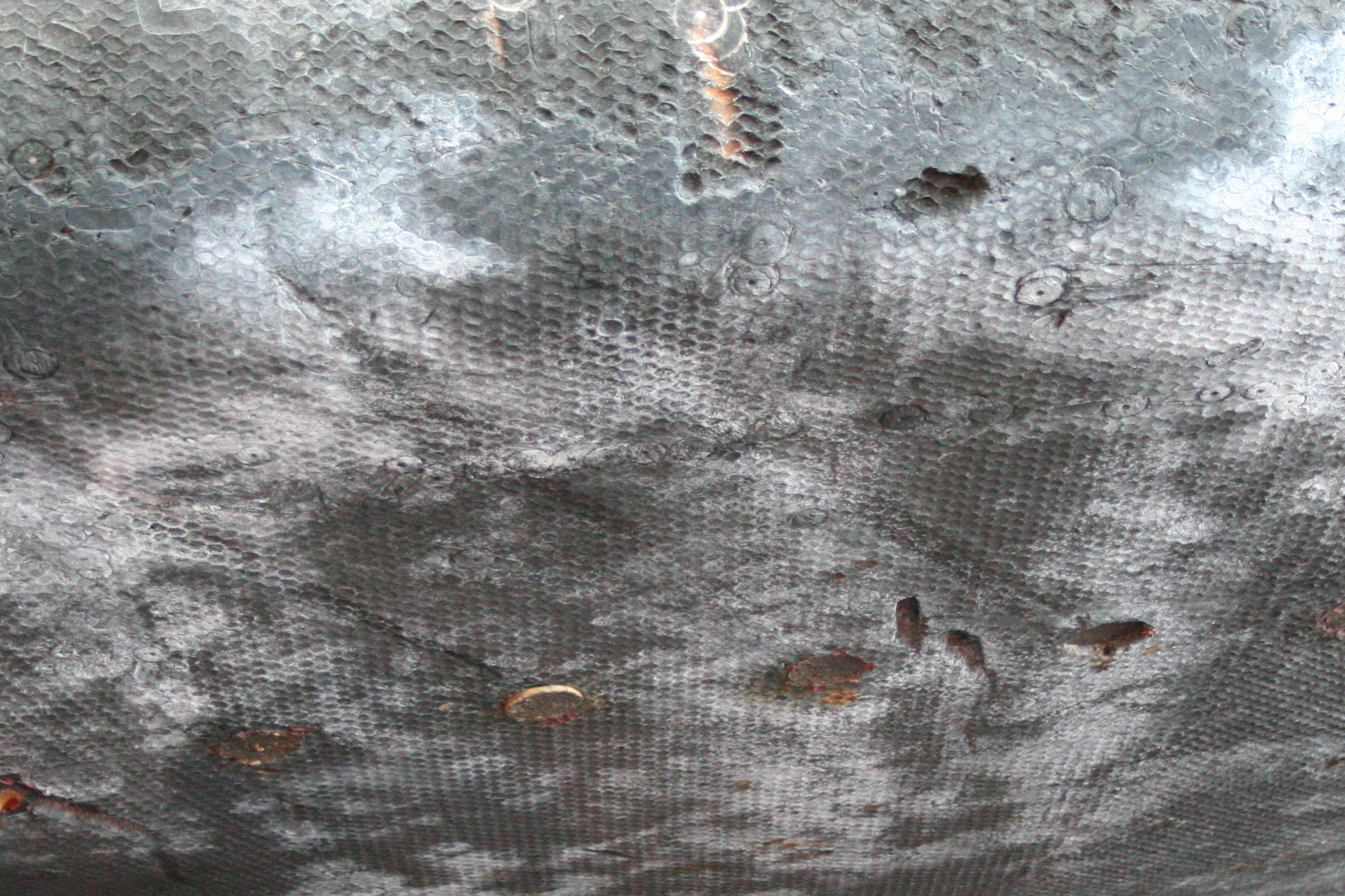
جزئیات سپر حرارتی آپولو ۱۲ به نمایش در Virginia Air and Space Museum.
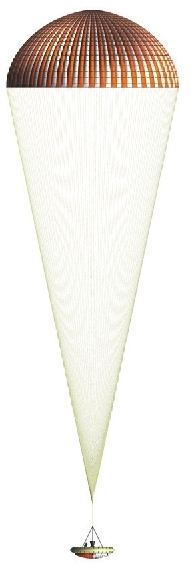
چتر نجات حلقه‌ای فراصوت به قطر ۳۳٫۵ متر
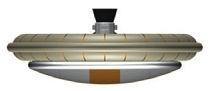
SIAD-R به قطر ۶ متر
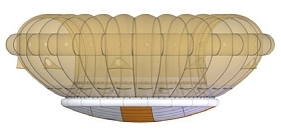
SIAD-E به قطر ۸ متر